# Joseph Barthélémy Le Bouteux
Joseph Barthélemy Lebouteux (Lilla, 1742 – 1791) è stato un pittore neoclassico francese.

## Biografia
Figlio di Pierre Lebouteux, Joseph Barthélemy Lebouteux studiò all'Académie royale de peinture et de sculpture e fu allievo di Noël Hallé. Nel 1796, all'età di ventisette anni, vinse il Prix de Rome per la sua opera Achille dépose le cadavre d'Hector aux pieds de celui de Patrocle.